# Comité de los Treinta
El Comité de los Treinta fue en un grupo de liberales parisinos, compuesto principalmente por gente de la nobleza que comenzó a protestar, reclamando que se duplicara el número de asambleístas con el derecho a voto del Tercer Estado (llamado también Estado llano). El gobierno aceptó la propuesta y dejó a la asamblea la tarea de determinar el derecho a voto. Este cabo suelto creó gran tumulto.
- Datos: Q5779467